# NGC 4222
NGC 4222 este o hi (21cm) source⁠(d) situată în constelația Părul Berenicei. A fost descoperită în 8 aprilie 1784 de către William Herschel. Se află la o distanță de 19,68 megaparseci de Pământ.